# مارينا مول أبو ظبي
مارينا مول هو مركز تسوق ومكان ترفيهي في أبو ظبي، انتهى بنائه في ديسمبر 2000 وافتتح أبوابه للجمهور في 28 مارس 2001. يقع المول على طول حاجز الأمواج على طريق الكورنيش بالقرب من فندق قصر الإمارات. صنفت فوربس مارينا مول كواحد من أفضل مراكز التسوق في أبو ظبي، في يناير 2017.

## التفاصيل
يقع المول جغرافياً في واحدة من أبرز مناطق المدينة، ويضم 122.000 م² من مساحات البيع بالتجزئة التي تضم مجموعة فريدة من العلامات التجارية للأزياء والتسلية والترفيه موزعة على أربعة طوابق، بالإضافة إلى مرصد بطول 100 م وصالة بولينغ ومجمع أفلام متعدد ونوافير موسيقية ومتجر كارفور متعدد الأقسام. يحتوي المول على نافورة بخار داخلية مزينة بفن الفسيفساء الزجاجي المصنوع يدوياً من تصميم وإنتاج إم إي سي للأعمال الفنية. كان بالمول متجر لإيكيا، لكنه انتقل إلى جزيرة ياس.

## الملحقات
توسع المركز التجاري في 2007 وشمل المخطط الرئيسي المرصد ومرافق أخرى. كما يُبحث في توسعة أخرى له.

## معرض الصور

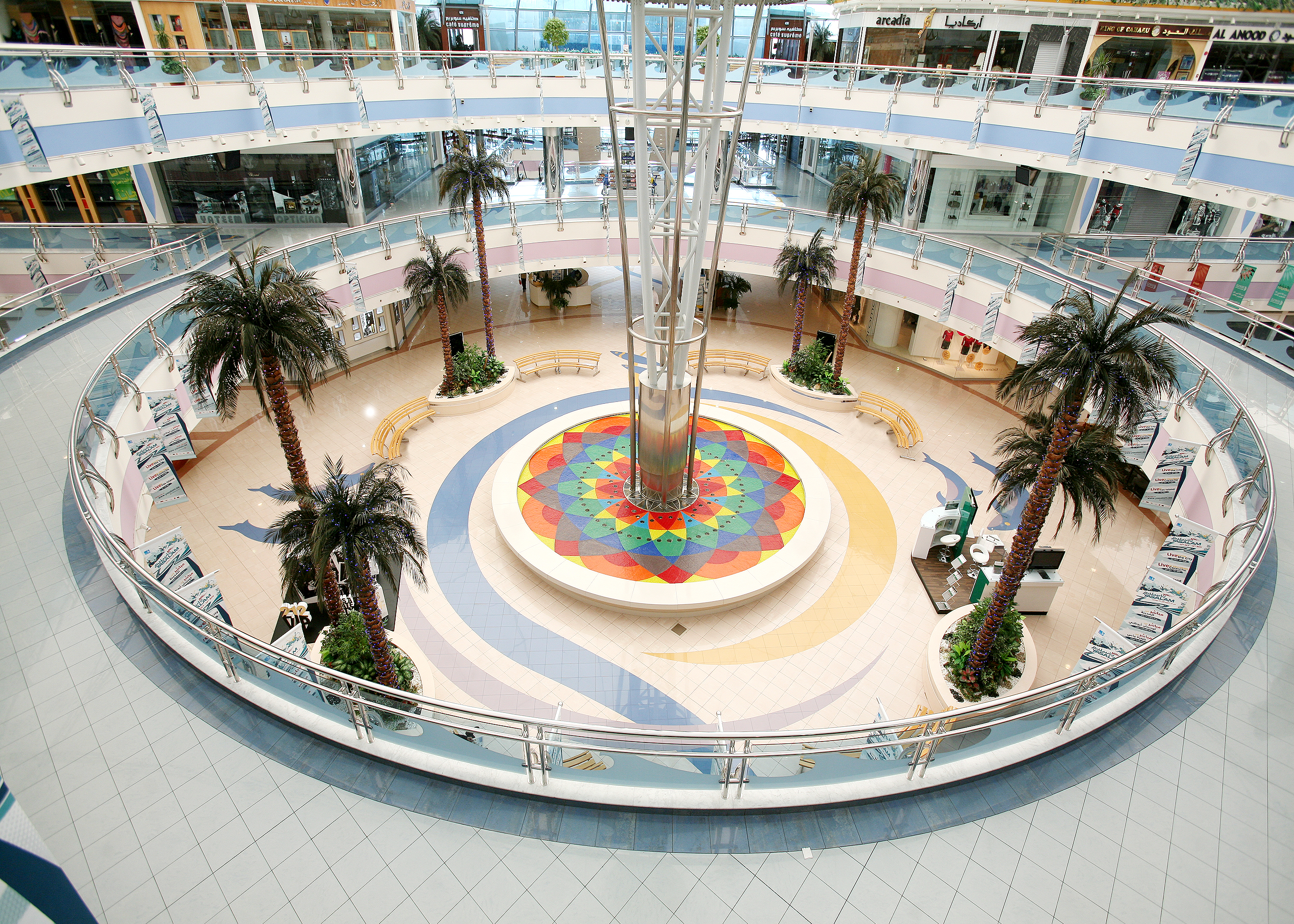
نافورة البخار الداخلية في الردهة الرئيسية
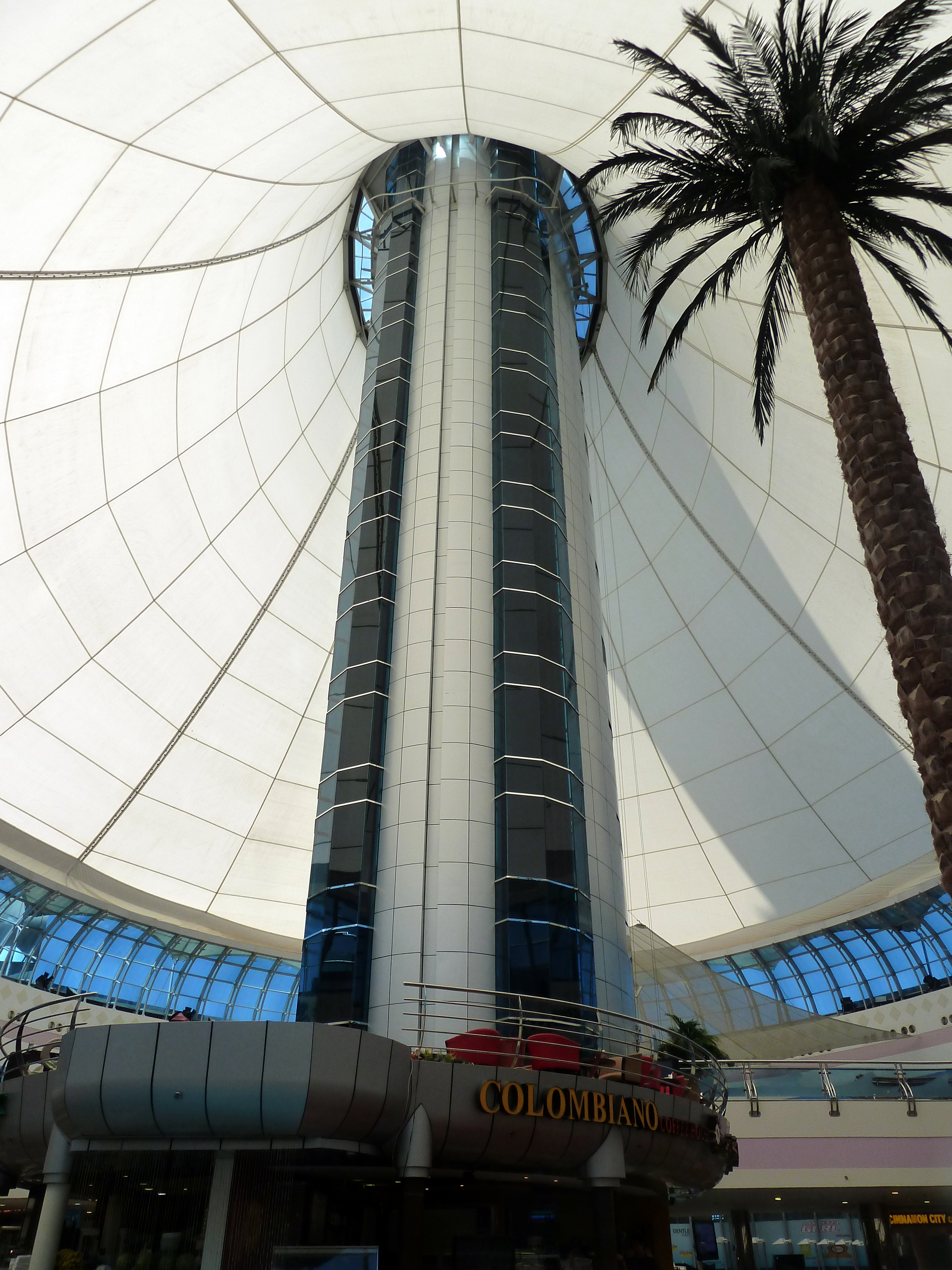
مرصد مارينا مول من الداخل
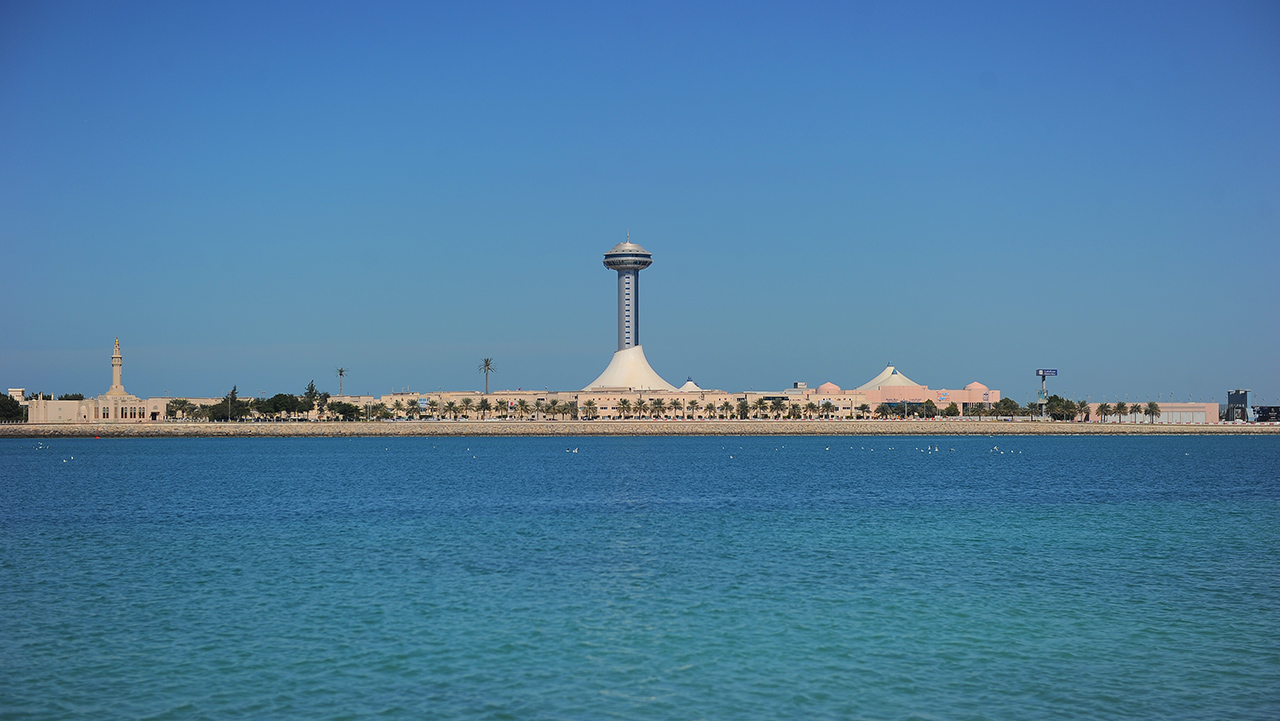
مارينا مول كما يبدو من البحر
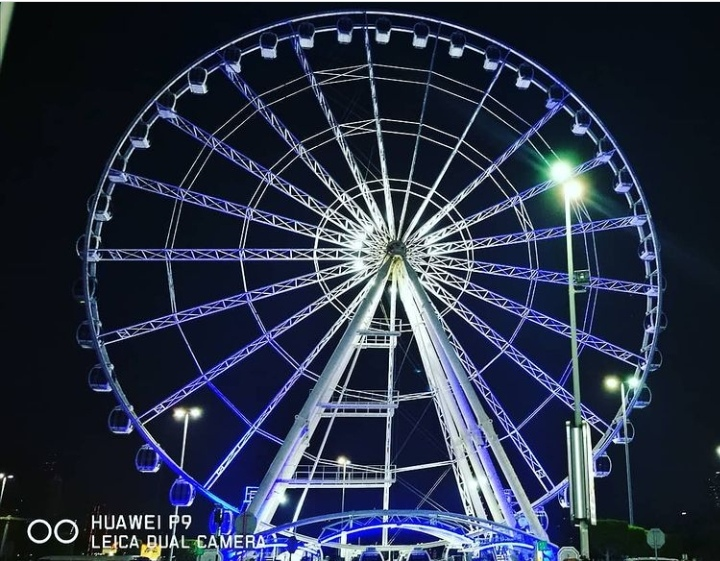
عجلة المول العملاقة

## وصلات خارجية
- الموقع الرسمي